# Museo de Bornholm
El Museo de Bornholm (en danés: Bornholms Museum) es un museo de historia y cultura danesa con sede en Rønne (isla de Bornholm), Dinamarca. También cuenta con dos ubicaciones más en el mismo municipio y una ubicación en Gudhjem, al otro lado de la misma isla.
El objetivo del museo es coleccionar, conservar, investigar y exhibir piezas históricas de la región con el fin de contar la historia del patrimonio cultural insular.

## Descripción

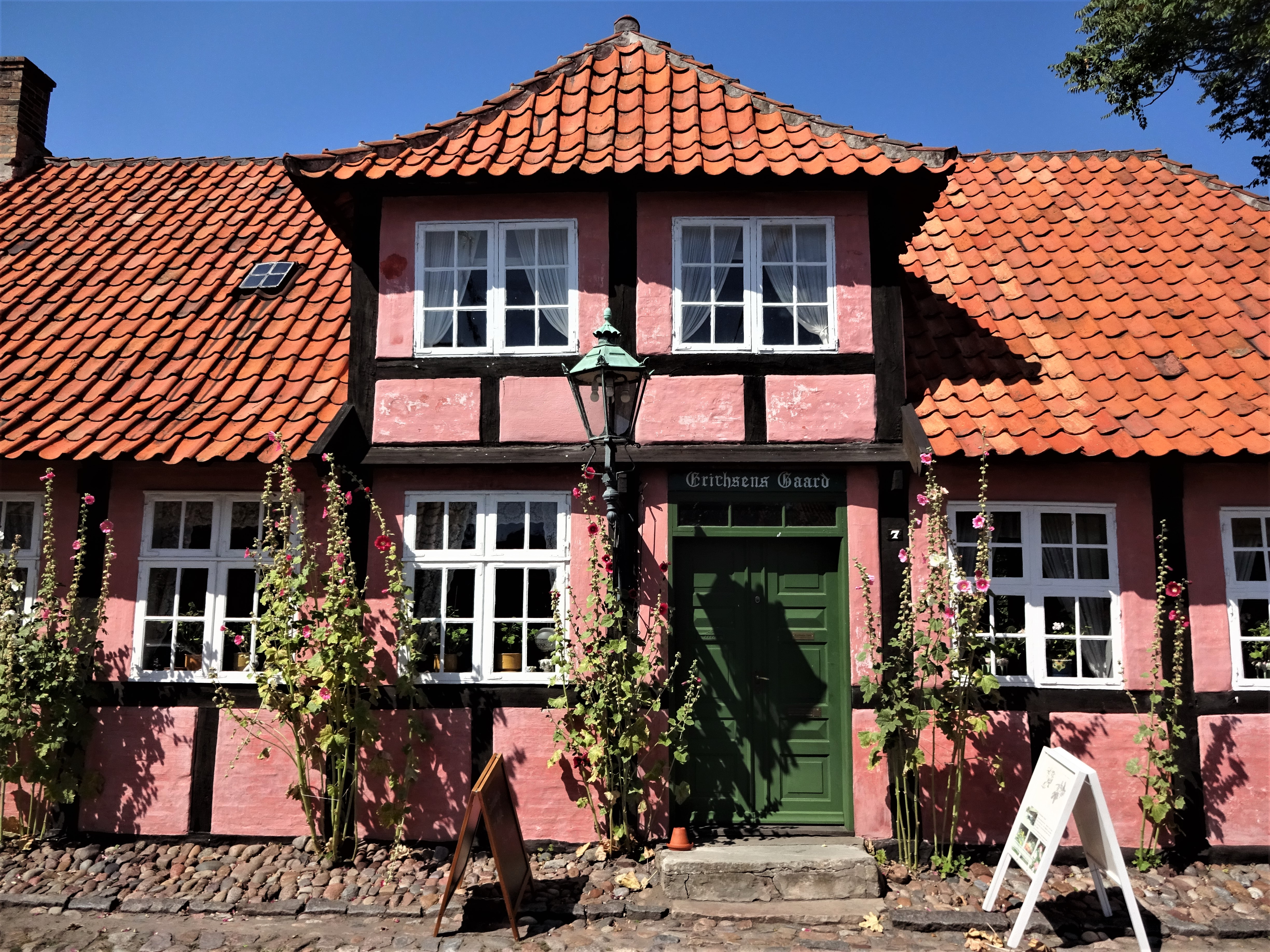
Erichsens Gård - casa museo del pintor Kristian Zahrtmann y del poeta Holger Drachmann, parte del Museo de Bornholm

La asociación del museo existe desde 1893 (bajo distintos nombres), considerándose el año siguiente la fecha de inauguración del museo, cuando este abrió sus puertas por primera vez en un antiguo hospital de Rønne. Su desarrollo ha sido ligado a los lugares que se han ido incorporando a su dominio (administrativamente), siendo su responsabilidad la gestión de la totalidad de los espacios históricos y museísticos de la isla.
El museo ofrece una perspectiva histórico-cultural de la isla de Bornholm, cubriendo un período de 10 000 años, desde el Paleolítico hasta la Edad Moderna, esta última incluyendo la ocupación de la isla durante la Segunda Guerra Mundial. Entre sus colecciones se encuentran objetos de la Edad de Bronce nórdica y de la Cultura de Jastorf usados por los habitantes de la isla de la época.

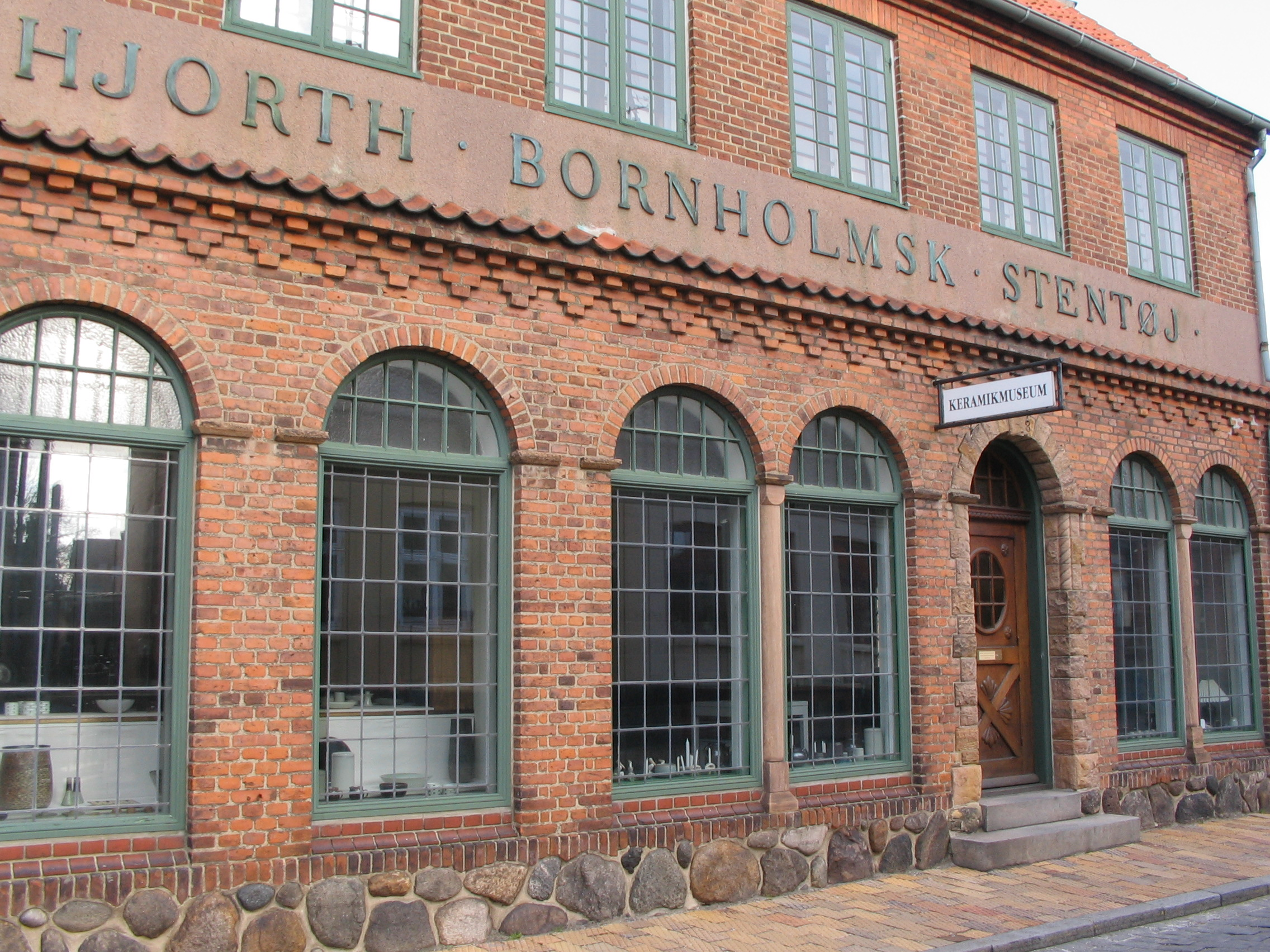
Hjorts Fabrik, antigua fábrica de terracota

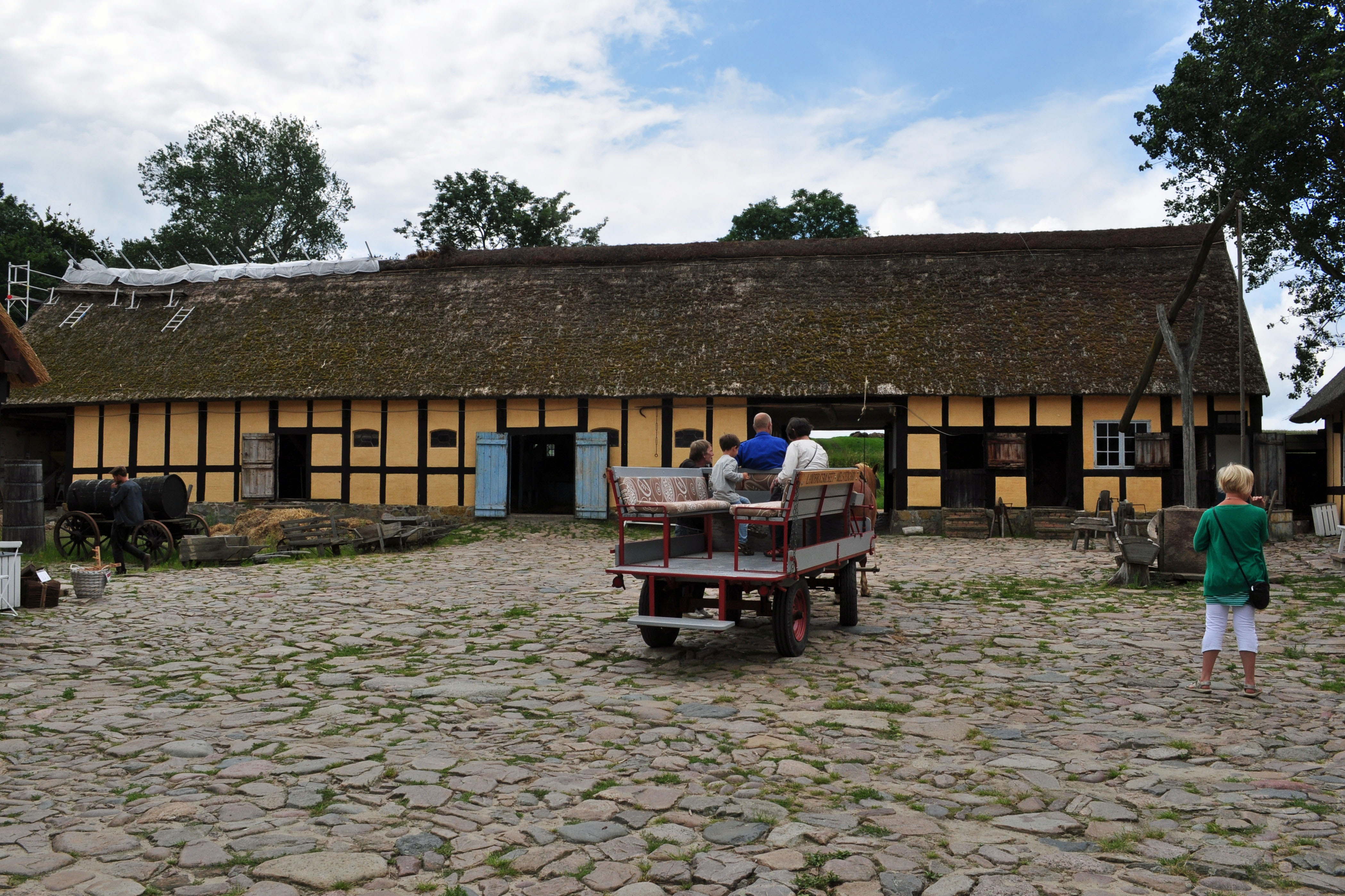
Melstedgård - Museo Agrícola de Gudhjem, parte del Museo de Bornholm

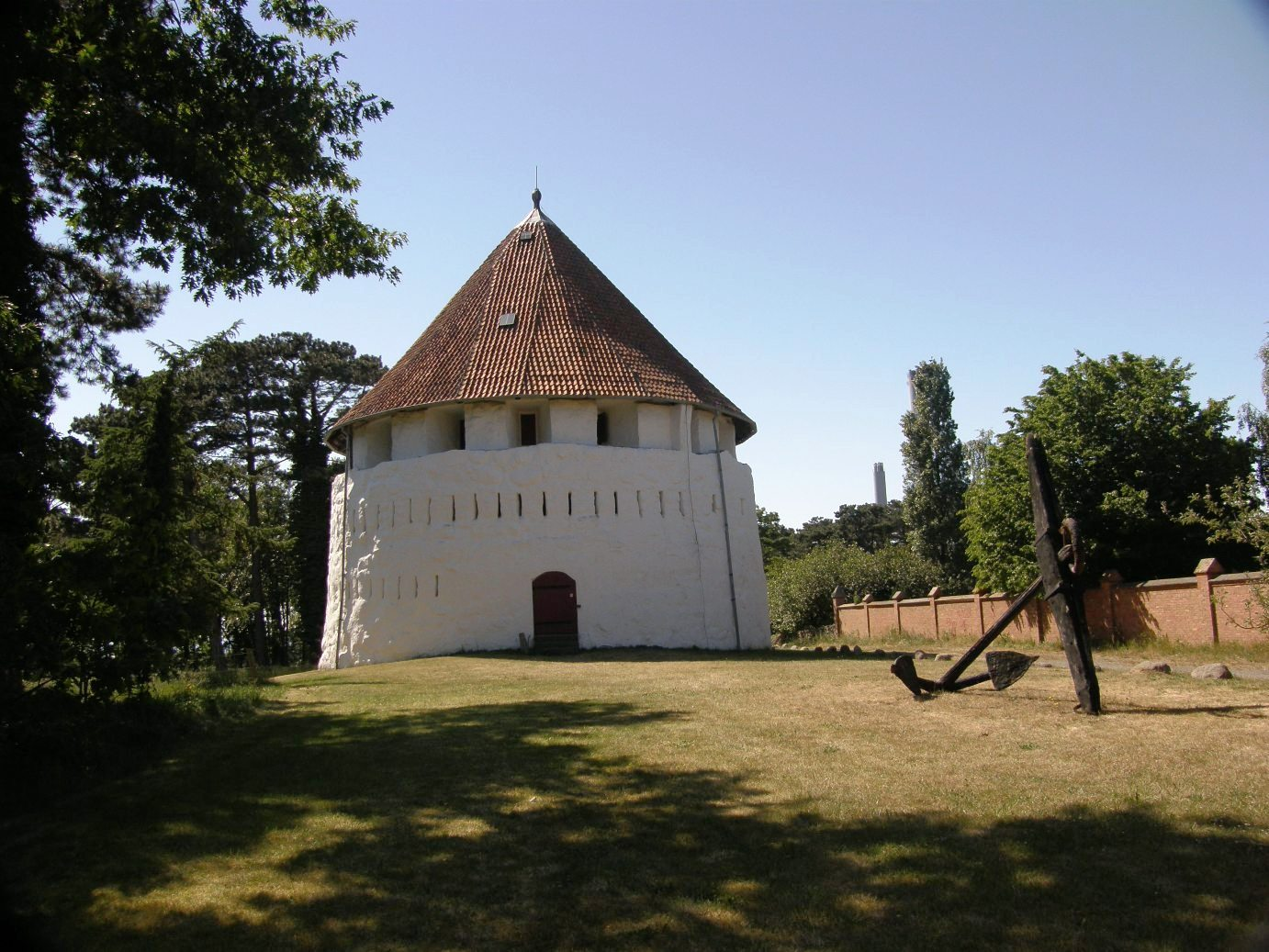
El Kastellet

## Historia
En 1964, el Departamento de Arte (Kunstmuseum) se independizó del museo, convirtiéndose en el actual Museo de Arte de Bornholm (Bornholm Kunstmuseum), instalado en un moderno edificio en la costa norte de la isla, a cinco kilómetros al oeste de Gudhjem.
En 1984, el museo se expandió con la apertura e incorporación del Museo de Agricultura de Melstedgård en Gudhjem (Landbrugsmuseet Melstedgård). La finca que ocupa el museo agrícola, también un edificio protegido, sirve como museo viviente, en el que todas las actividades que se ofrecen al público se realizan con métodos y medios tradicionales.
En 1995 el museo se hizo con la administración de la antigua fábrica de terracota de la isla (L. Hjorts Terracottafabrik en Rønne), única fábrica de terracota en Dinamarca que todavía opera. Como los demás edificios del museo, el edificio de la fábrica también ha sido declarado monumento protegido.
En 2003, el arsenal del castillo de Rønne (el Kastellet) y sus estructuras de defensa pasaron a formar parte del museo. Tanto la torre como los cañones del castillo son monumentos protegidos. Aunque la estructura en sí es propiedad del Museo de Bornholms, el Museo del Ejército, ubicado dentro del Kastellet, no forma parte de él.
En 2018, se incorporó al museo un ala adicional, que forma parte del nuevo edificio del Museo de Arte. La zona de acceso, conocida como Centro del Museo de Bornholm, sirve como entrada tanto al ala nueva del museo como al Museo de Arte.

## Exhibición
La exposición permanente del museo ofrece una visión general de la historia de Bornholm, con exhibiciones temáticas como la historia de la isla bajo administración sueca, los relojes de Bornholm, la navegación marítima en Bornholm (a través de la historia de la compañía marítima BornholmerFærgen) y la ocupación de la isla por el ejército soviético, entre otros.
El museo también cuenta con una extensa sección arqueológica y una colección etnológica. Entre los objetos más destacados de la sección arqueológica se encuentran los guldgubber, placas de oro con figuras finamente talladas que probablemente se utilizaban como ofrendas en la segunda mitad del primer milenio (entre 500 y 700).